# Google數據中心

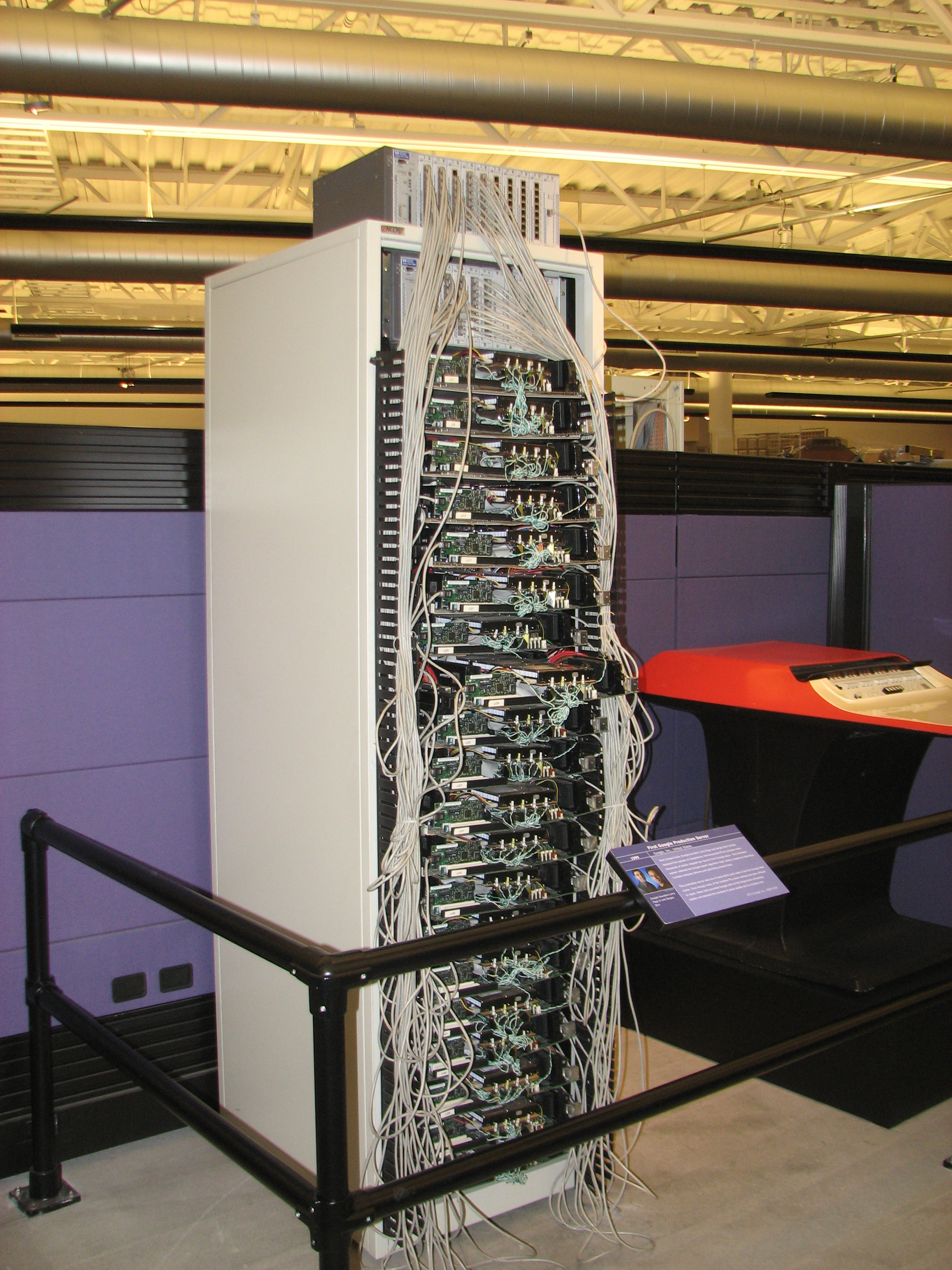

Google数据中心（英語：Google Data Centers），是Google用来提供服务的计算机软件和大型硬件资源等技术基础设施之資料中心。美国有14间；欧洲有6間；亚洲有3間；南美洲有1間。

## 索引
Google构建称为反向索引的数据结构来索引文档，通过查询词获得文档的列表，索引由硬盘驱动器提供，通过增加每个分片的副本数量和服务器数量以处理不断增加的查询量，有足够的服务器来保存整个索引的副本在主存储器。2010年6月，Google推出「Caffeine」的索引和服务系统，可以持续抓取和更新搜索索引，使用MapReduce作业批量更新了其搜索索引，期后更推出「Percolator」的分布式数据处理系统。

## 服务
Google网页伺服器是Google基于Apache HTTP Server开发的Web服务器软件。

## 全球所在地點
亞洲
1. 中華民國（臺灣）彰化縣線西鄉彰化濱海工業區：Google台灣資料中心，2012年動土，2013年啟用，員工200名[3][4]。
2. 新加坡裕廊西，2011年動土，2013年啟用，2015年和2018年各擴建一次，員工人數不明[5][6]。
3. 日本千叶县印西市，这是Google在亚洲的第三个数据中心。在2023年3月启用。[7][8]这一计划于2022年10月宣布。[9]

 美国
1. 南卡羅來納州伯克利縣，2007年啟用，2013年擴建，員工150名[10]。
2. 愛荷華州康瑟爾崖，2007年動土，2009年第一期啟用，2013年及2014年各擴建一次，員工130名[11]。
3. 喬治亞州道格拉斯縣，2003年啟用，員工350名[12]。
4. 阿拉巴馬州傑克遜縣，2018年4月动土，预计员工75-100名[13]。
5. 北卡羅萊納州勒努瓦（英语：Lenoir,_North_Carolina），2007年動土，2009年啟用，員工超過110名[14]。
6. 弗吉尼亚州劳顿县，2019年动工[15]。
7. 田納西州蒙哥馬利縣[16]
8. 奧克拉荷馬州梅斯縣美中工業區（MidAmerica Industrial Park），2007年動土，2012年擴建，員工100名[17]。
9. 奧勒岡州达尔斯，2006年啟用，全職員工80名[18]。
10. 内华达州亨德森，2019年7月动工[19]。
11. 德克萨斯州中洛锡安（英语：Midlothian,_Texas），2019年动工[20]。
12. 俄亥俄州新奥尔巴尼（英语：New_Albany,_Ohio），2019年11月动工[21]。
13. 内布拉斯加州帕皮利恩，2019年10月动工[22]。
14. 内华达州斯托里县

南美洲
1. 智利基利庫拉，2012年動土，2015年上線，預計開出20名以上職缺[23]。

歐洲
1. 比利时圣吉兰，2007年動土，2010年啟用，員工人數不明[24]。
2. 芬兰哈米納，2009年動土，2011年第一期啟用，2012年擴建，員工人數不明[25]。
3. 爱尔兰都柏林，2011年動土，2012年啟用，員工人數不明[26]。
4. 荷蘭埃姆斯哈文（荷兰语：Eemshaven），2014年動土，2016年啟用，員工200名[27]。
5. 丹麦腓特烈西亚，预计2021年启用，预计雇员150-250人[28]。
6. 荷蘭米登梅尔（英语：Middenmeer），2020年12月建立[29]。